# یی جین
یی جین (انگلیسی: Yee Jin) بازیکن بسکتبال اهل چین است. وی در بازی‌های المپیک تابستانی ۱۹۴۸ شرکت کرده‌است.